# OpenOffice.org
Оупънофис.орг (OpenOffice.org, OOo, или буквално, от англ., отворен офис) е офис пакет, който се разпространява като свободен софтуер. Служи за обработка на текст, таблици, презентации и бази от данни. Има версии за различни компютърни платформи, включително Microsoft Windows, Линукс, Mac OS X и Solaris. Някои от допълнителните му функциите са писани на Java, пак с цел платформена независимост. Сред основните цели на продукта е да върши това, което върши Microsoft Office, и да се конкурира с него, но работи и с отворени стандарти за документи, примерно XML и HTML. OpenOffice.org е първият офисен пакет, чиито формат е стандартизиран по ISO/IEC 26300.
За основа на OpenOffice.org е използван програмният код на StarOffice, продукт на компания, която е погълната от Sun Microsystems през август 1999 г. Кодът на пакета е пуснат като отворен проект през юли 2000 г. с целта да се заеме по-добра позиция на пазара за офис приложения. За да разбие монопола на Майкрософт, OpenOffice.org се предлага като свободен софтуер, тоест, безплатно.
Официалното име на пакета е OpenOffice.org, макар по-краткото OpenOffice също да се използва. OpenOffice обаче е търговска марка, която се държи от друга фирма.
OpenOffice.org е отворен, тоест, достъпен е и неговият изходен код и всеки може да си го компилира с друг компилатор или други опции. Например, от дадения по-долу линк може да си изтеглите вариант, в който е компилирана поддръжка на български език – менюта, речници и др.
Една от интересните възможности на пакета е да работи без инсталиране, което позволява да се стартира например от флашпамет.

## Състав на пакета
В състава на OOo влизат:
- OpenOffice.org Writer (текстов редактор), подобен на Microsoft Word, който предлага същата гама от функционалност и възможности. Налице е възможността за създаване на Portable Document Format (PDF) без необходимост от допълнителен софтуер, а също така предоставя функционалност на WYSIWYM редактор за създаване и редактиране на уеб страници. Една от важните разлики между Writer и Microsoft Word е, че таблиците, създавани с Writer имат на разположение голяма част от функционалността на таблиците, създавани с Calc.
- OpenOffice.org Calc Приложение за електронни таблици, подобно на Microsoft Excel с приблизително същата функционалност. Calc предоставя някой особености, които не са на разположение в Excel, като например създаване на електронна таблица като PDF файл.
- OpenOffice.org Draw редактор за векторна графика с функционалност, подобна на ранните версии на CorelDRAW.
- OpenOffice.org Impress (програма за презентации)
- OpenOffice.org Base (механизъм за обработване на външни БД, плюс вградена СУБД HSQLDB)
- OpenOffice.org Math (редактор на формули)
- Система за макроси
- Средство за ускоряване на стартирането (посредством предварително зареждане)

## Предимства и недостатъци
Несъмнено предимство на ООо, от финансова гледна точка, е неговата нулева цена, която позволява на потребителите да икономисат значителна сума при инсталирането на всяко копие от пакета.
От функционална гледна точка ООо повтаря възможностите на неговия конкурент Microsoft Office. Това е обективно обусловено от широкото разпространение на втория и превръщането му де-факто в стандарт. Тук трябва да отбележим, че нито един от двата продукта няма решаващо предимство пред другия, техните възможности по-скоро се припокриват. Така например, ООо има сравнително мощен и удобен векторен редактор, възможностите на който съществено превишават графическите възможности на MSO. Замяната на текст е по-удобна в MS Word, отколкото в OOo Writer. Също така ООо не съдържа органайзер, подобен на Outlook, но за това не е подлаган на съществена критика.
Единственото в което OOo наистина губи от Microsoft Office е бързодействието. Това е данък за идеалната кросплатформеност на ООо и възможността за портативно използване.
Като цяло, OpenOffice.org напълно отговаря на своето предназначение и позволява да се създават документи от всякаква сложност посредством удобен и приятен интерфейс.